# 马贡主义

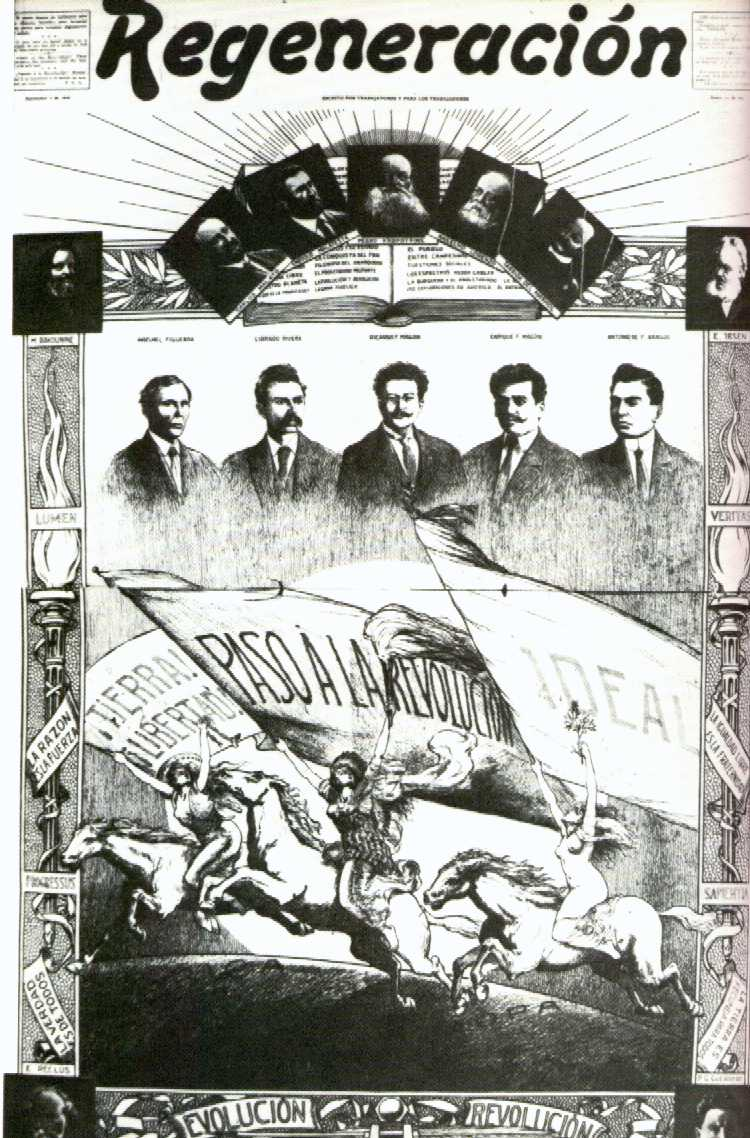
1910年《复兴》报封面，展示了墨西哥自由党组织委员会成员和欧洲无政府主义者的肖像。

马贡主义（西班牙語：Magonismo）是无政府共产主义的一个流派，为1910年墨西哥革命的先驱。它是在墨西哥无政府主义活动家里卡多·弗洛雷斯·马贡以及他的兄弟恩里克和赫苏斯的思想的基础上发展起来的，还受到《复兴》（墨西哥自由党机关报）的其他撰稿人，如普拉克西迪斯·格雷罗、利布拉多·里韦拉和安塞尔莫·L·菲格罗亚等人的思想影响。作为一支革命力量，马贡主义者追求废除权力，而不是行使权力；他们的目标是自我解放和自治。